# Schlitzer Land
Das Schlitzer Land ist ein westlich der Fulda und nordöstlich des Vogelsberges gelegener Naturraum (355.1) im Fulda-Haune-Tafelland (Haupteinheit 355) in Osthessen, Deutschland. Benannt ist es nach dem Ort Schlitz im Mündungslauf des gleichnamigen Flusses.
Von wenigen Basalt-Inseln um Singularitäten abgesehen, liegt das Schlitzer Land auf Buntsandstein.

## Lage und Grenzen
Das Schlitzer Land liegt überwiegend im Vogelsbergkreis, nur der äußerste Norden liegt im Landkreis Hersfeld-Rotenburg und der Süden im Landkreis Fulda.
Im äußersten Osten ist das Kämmerzell-Asbacher Fuldatal (355.20) beiderseits der Fulda scharfe Grenze zu den Rombach-Hochflächen (355.30), während im Südwesten der Großenlüder-Lauterbacher Graben längs der Lauter nebst Brenderwasser und Maar die Grenze zum Unteren Vogelsberg (Haupteinheit 350) bildet.
Im Nordwesten bildet die um ihren Nebenfluss Schwarza verlängerte Jossa die Grenze zum Ottrauer Bergland (355.0).

## Weitere Eigenschaften
Das Schlitzer Land ist dicht bewaldet und verfügt über eine Fläche von 140,88 km². Die Bewaldung wird durch den Mündungsverlauf der Schlitz zweigeteilt in den größeren Teil in Norden, Westen und Mitte sowie den kleineren Südostteil.

## Berge
- Steinberg (494 m; Süden des größeren Waldgebietes)
- Sängersberg (494 m; kleineres Waldgebiet im Südosten)
- Eisenberg (484 m; Zentrum des größeren Waldgebietes)
- Gibgeskuppe (438 m; äußerster Norden)

## Flüsse
Im Schlitzer Land entspringt die Jossa und einige ihrer Nebenflüsse, z. B. der 4,9 km lange Eschelbach. Die Schwarza (8,8 km), ebenfalls ein linker Nebenfluss der Jossa, entspringt an der Nahtstelle von Schlitzer Land, Ottrauer Bergland und dem Großenlüder-Lauterbacher Graben im äußersten Westen.
Von links zur aus dem Vogelsberg kommenden Schlitz (13,3 km bzw., mit Quellfluss, 43,3 km) fließt u. a. der Sengelbach (5,9 km), nördlich davon fließt der Wiesbach (6,8 km) direkt in die Fulda.

## Allgemeine Quellen
- BfN
  - Kartendienste
  - Landschaftssteckbrief: Fulda-Haune-Tafelland